# 청평댐
청평댐(淸平dam)은 경기도 가평군에 있는 댐이다.
가평군의 서남부 북한강에 위치하고 있으며 1944년 청평 수력발전소로 건설되었다. 이 발전소는 설비용량 7만 9600 kW, 평균 3만 5000 kW 출력의 발전소이다.
전력생산을 위주로 하는 발전용 댐으로서 한국수자원공사가 아닌 한국수력원자력주식회사가 관할하고 있다.
여기서 생산되는 전력은 부평에 송전되는데 전력도 중요하지만 한강의 수위조절에 있어서 커다란 역할을 맡고 있다.
서울과 교통이 편하여 경인지방에서 관광객들이 많이 찾아온다. 특히 청평댐에는 수상 스키장을 마련하여 인기를 끌고 있으며 댐 안쪽에는 미국인 경영의 외국인 유원지가 더욱 유명하다
팔당댐상류의댐.